# Forces de la sécurité centrale

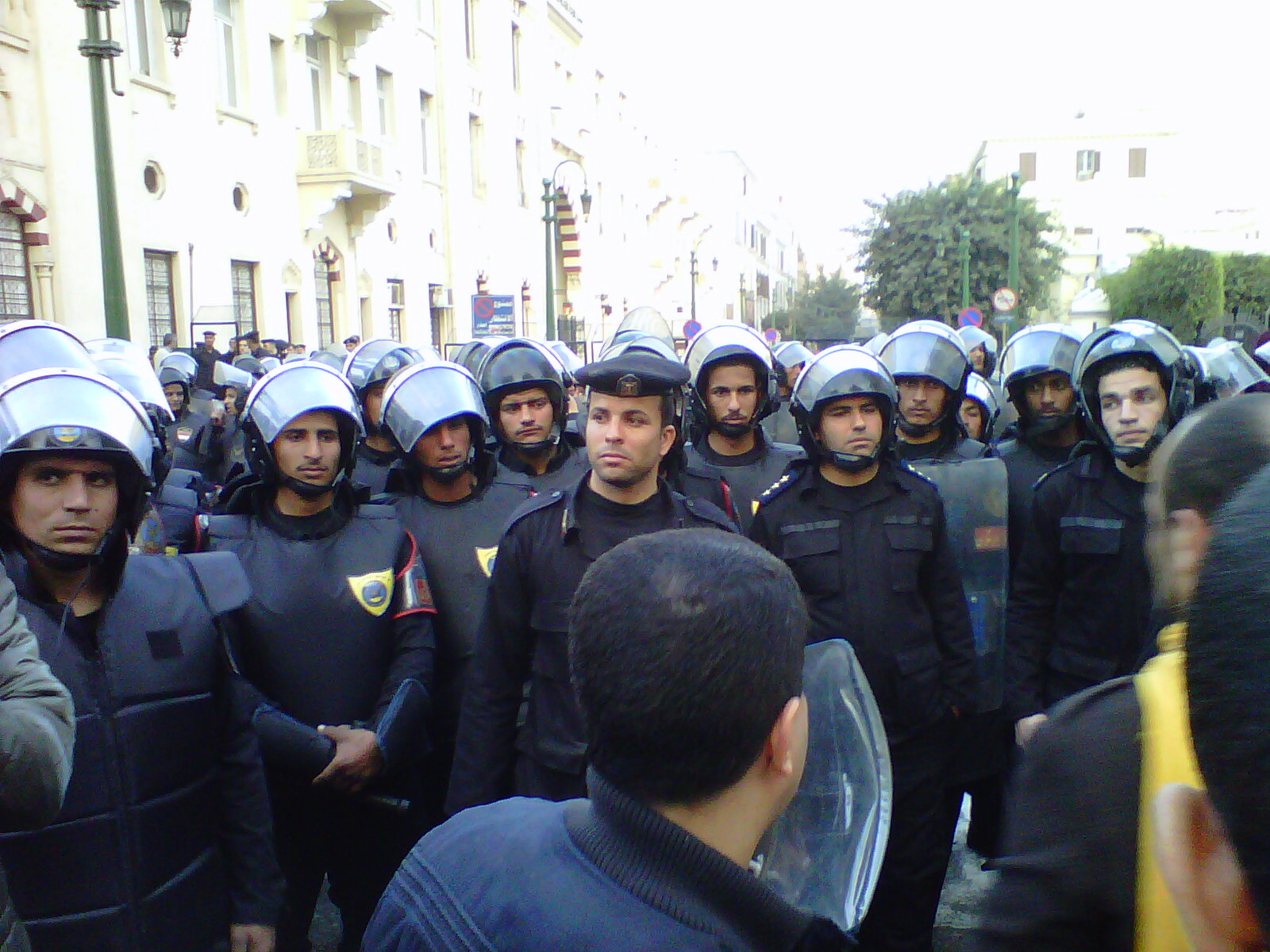
Des membres des Forces de la sécurité centrale

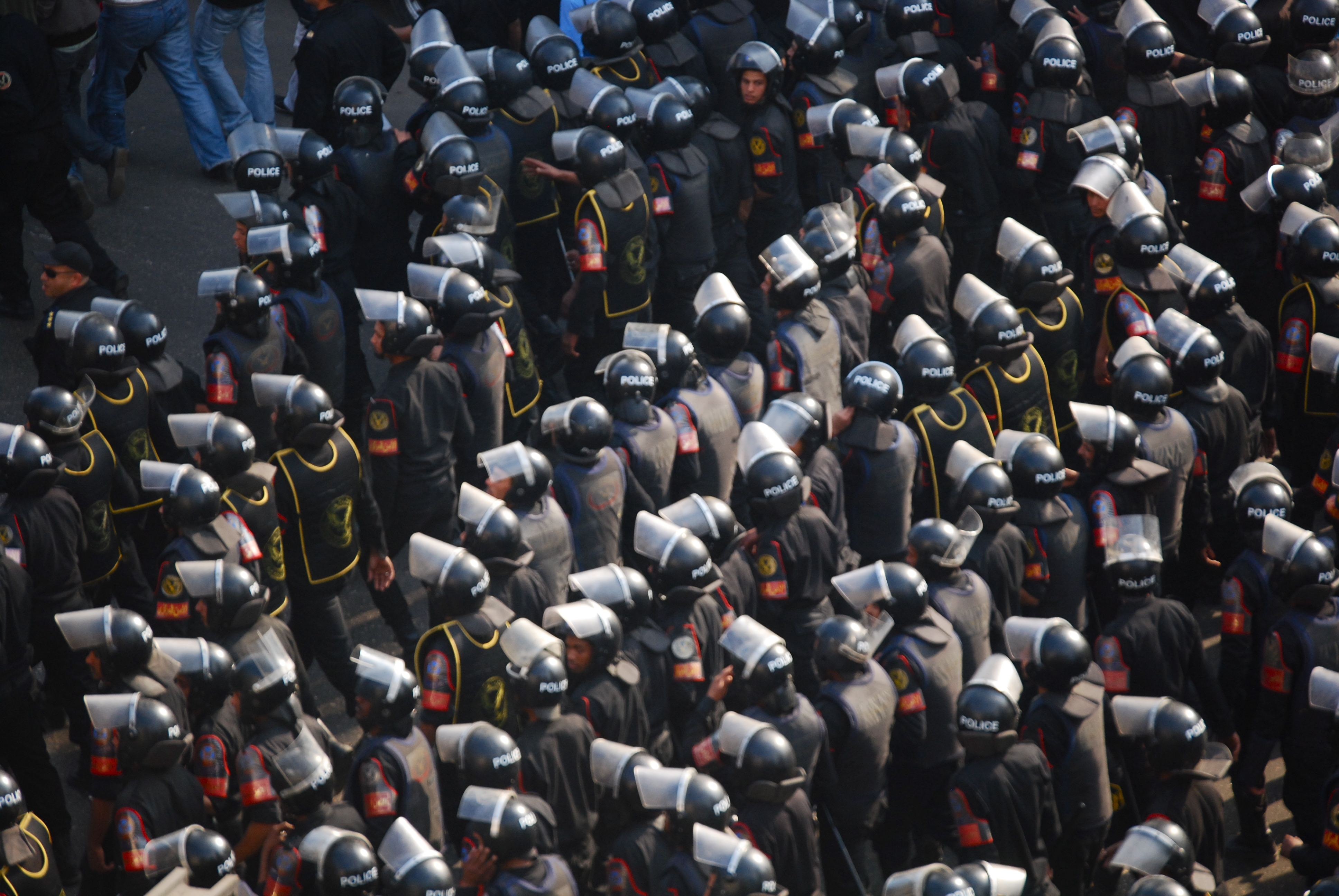
Les Forces de la sécurité centrale dans les manifestations de janvier 2011

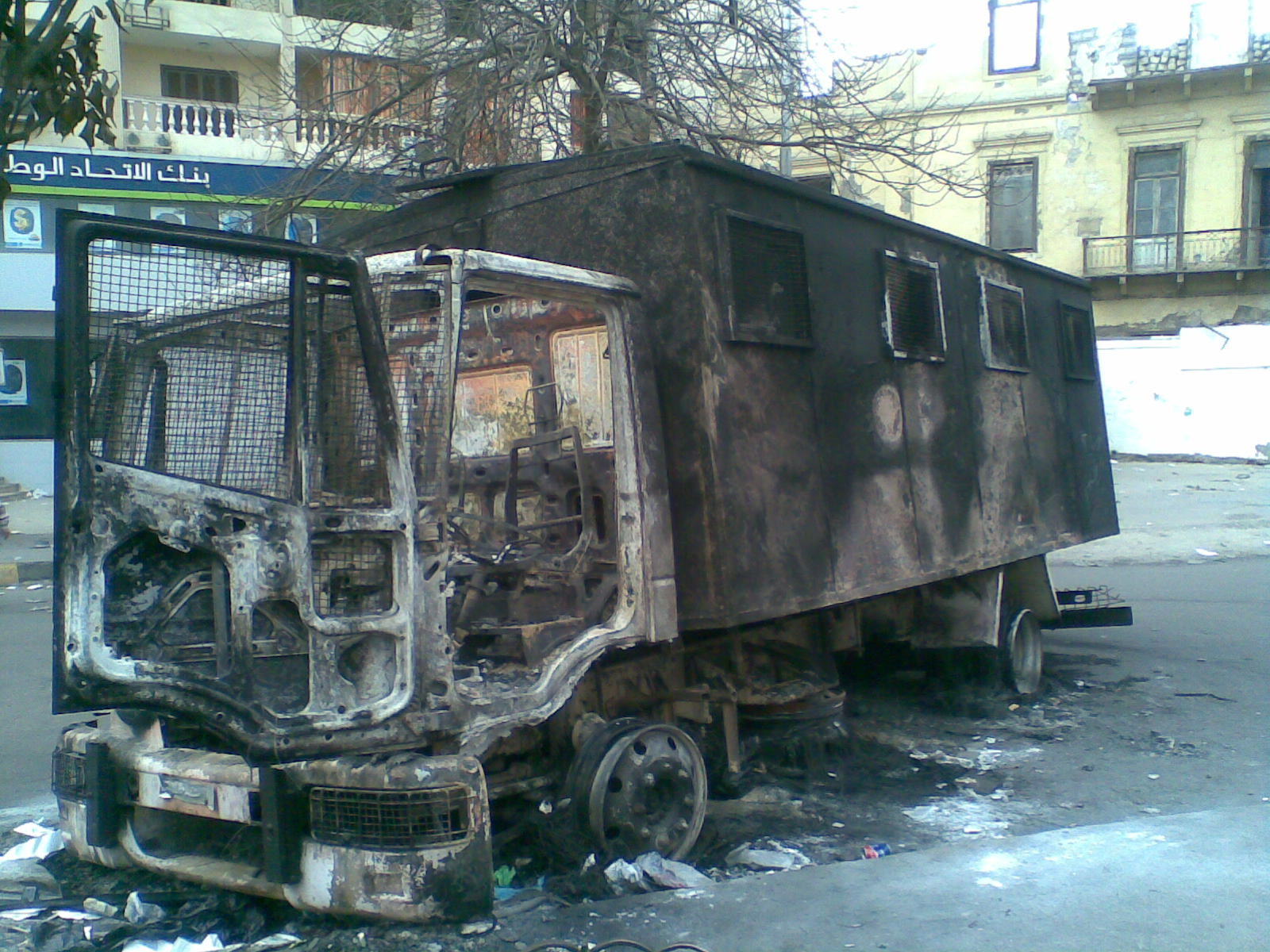
Un véhicule des forces de la sécurité centrale incendié lors de la Révolution égyptienne de 2011.

Les Forces de la sécurité centrale (Quwat el-Amn el-Markazi, قوات الأمن المركزي) sont un des services de la police égyptienne dépendant du ministère de l'Intérieur égyptien. Elles sont chargées de la protection de certains sites, comme les ambassades, de l'encadrement des manifestations, des opérations anti-émeutes et des opérations spéciales.
Ses effectifs sont estimés de 350 000 à 500 000 hommes.

## Histoire
Elles ont été formées sur le modèle des carabiniers italiens et de la gendarmerie française.

### Lors de laRévolution égyptienne de 2011
À compter du 28 janvier 2011, ce corps a été déployé en conjonction avec les moyens blindés de l'armée égyptienne dans les alentours de la place Tahrir pour endiguer le flot des manifestants. L'identification des activistes prenant part à ce climat insurrectionnel a été effectuée au travers de listes, assortie de menaces aux familles des personnes cochées.